# Takumi Mase
Takumi Mase (真瀬 拓海 Mase Takumi?), född 3 maj 1998 i Chiba prefektur, är en japansk fotbollsspelare.
Mase började sin karriär 2020 i Vegalta Sendai.